# Expansionsfog
Expansionsfog, även dilatationsfog, i dagligt tal ofta kallad rörelsefog eller dillfog, är den byggtekniska termen för en fog som tillåter viss rörlighet mellan två byggelement.
Rörligheten behövs för att kompensera längdskillnader som uppstår på grund av termisk expansion. Till exempel kan en lång hängbro med farbana av stål vara flera decimeter kortare vid sträng kyla än i högsommarvärme. Vid så stora längdvariationer skulle en enkel fog bli alltför bred och mycket störande vid kyla, utan en expansionsskarv måste konstrueras på ett passande sätt.

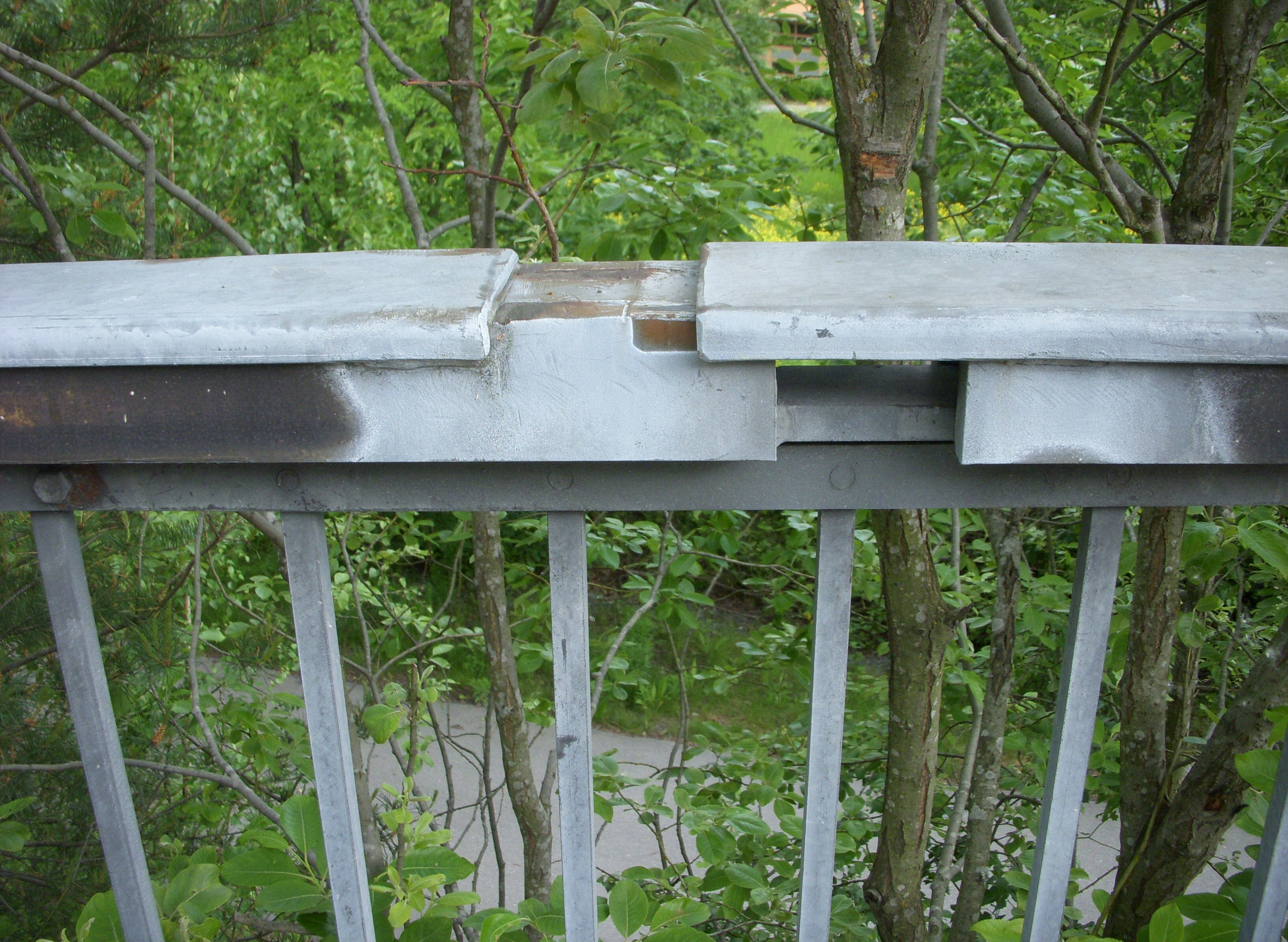
Enkel expansionsfog i ett broräcke
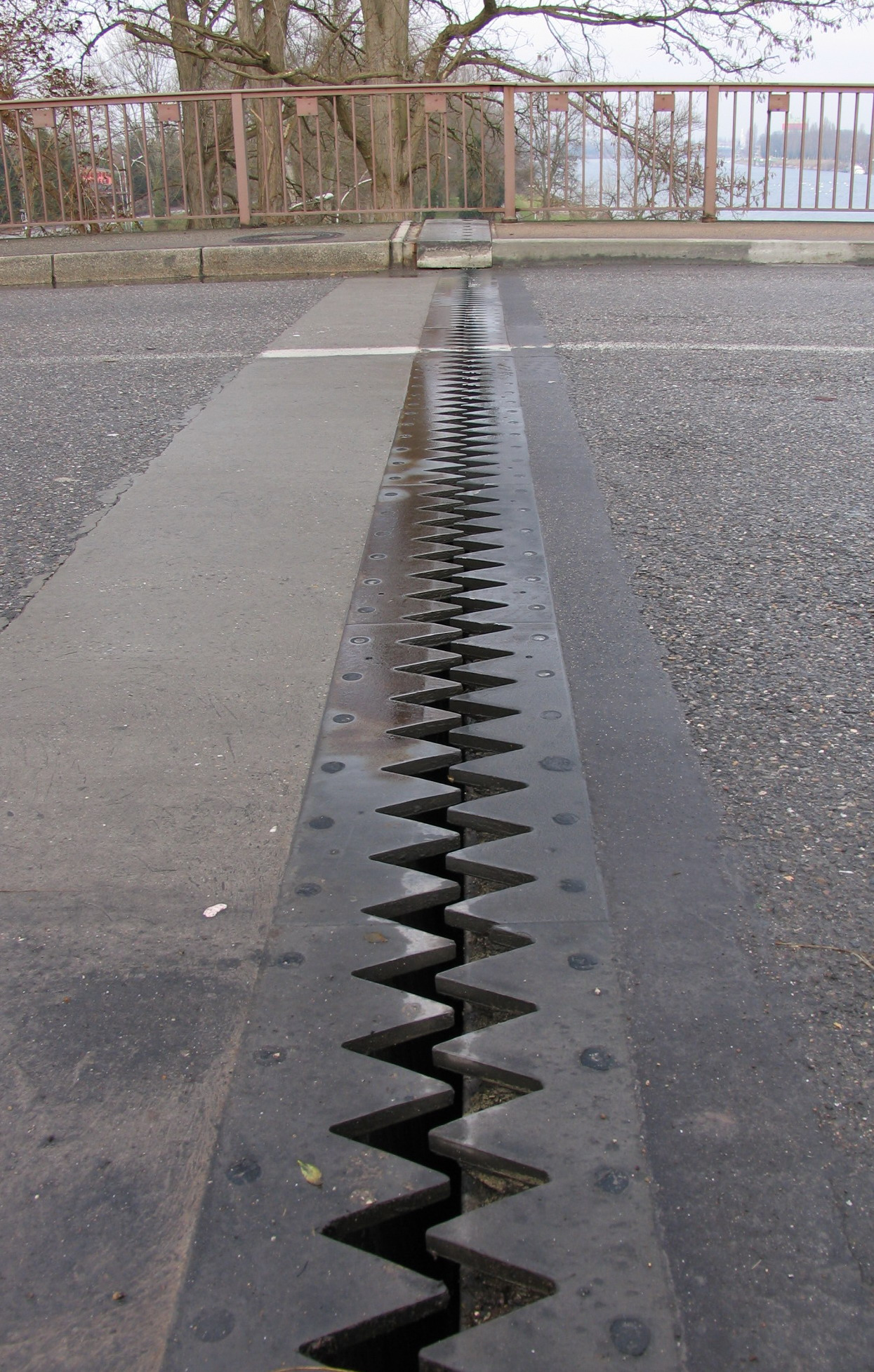
Expansions-skarv i en bro.
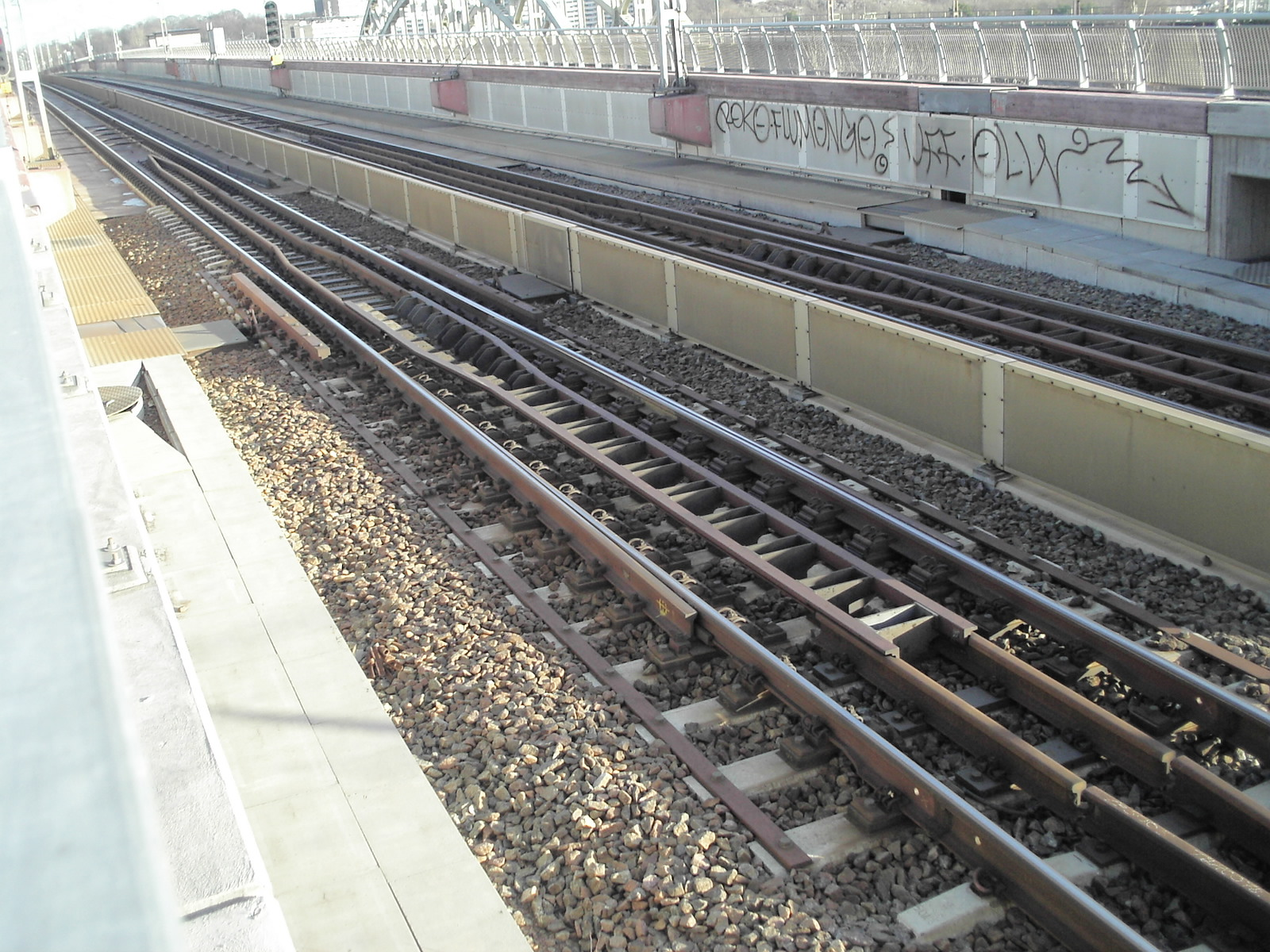
Expansionsskarv på nya Årstabron